# Betanidina
A Betanidina é um fármaco simpatoplégico, útil no tratamento da hipertensão arterial.